# Gnesta község
Gnesta község (svédül: Gnesta kommun) Svédország 290 községének egyike. Södermanland megyében található, székhelye Gnesta.
A mai község 1992-ben jött létre.

## Települések
A község települései:
| Település  | Népesség | Megjegyzés         |
| ---------- | -------- | ------------------ |
| Björnlunda | 795      |                    |
| Gnesta     | 5132     | a község székhelye |
| Stjärnhov  | 588      |                    |